# Blindtext
Als Blindtext wird Text bezeichnet, den man bei der Gestaltung von Publikationen verwendet, wenn der eigentliche Text noch nicht vorliegt.

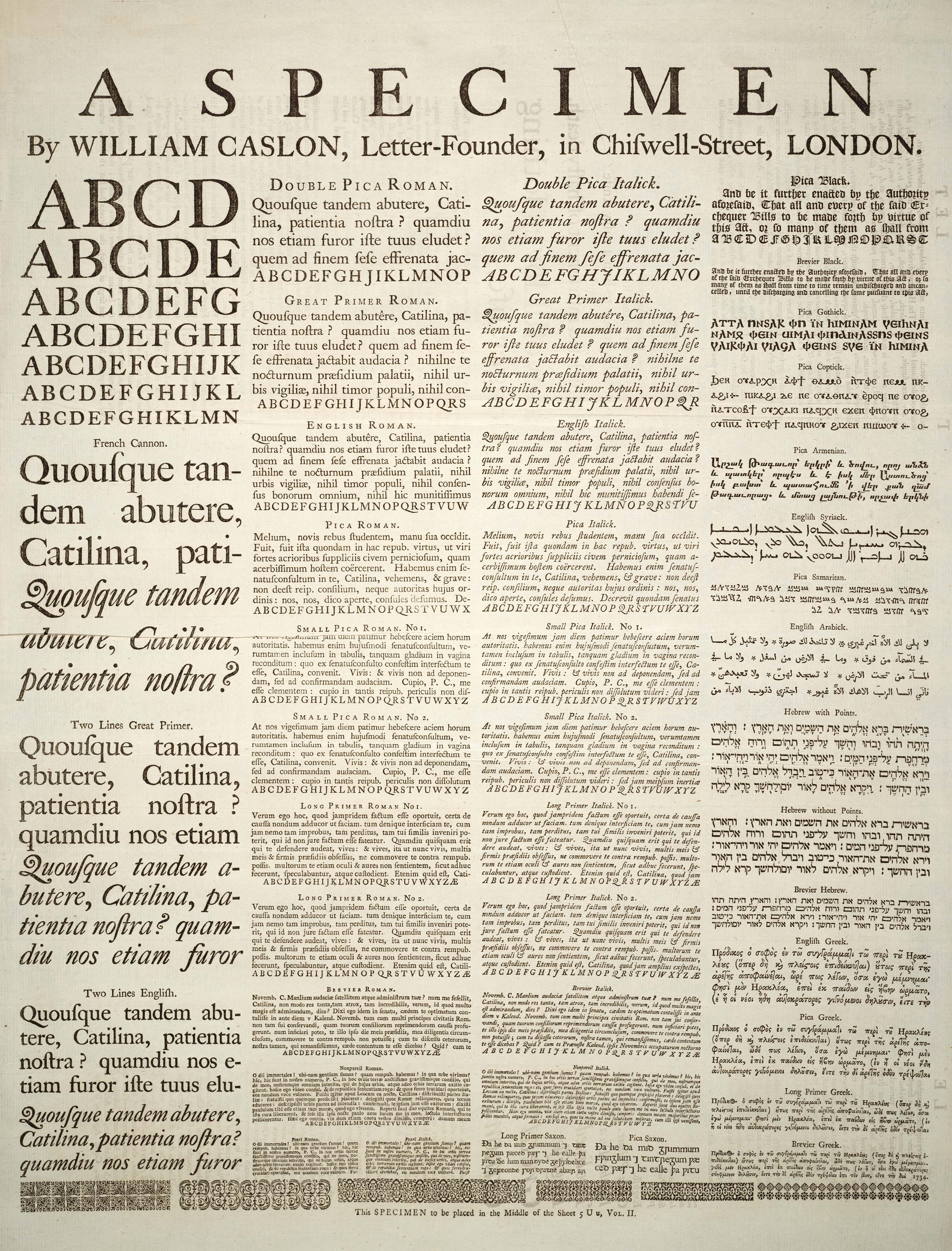
Ein Musterblatt mit Schriftarten und Sprachen von William Caslon I, Schriftgiesser; aus der Cyclopaedia, or an Universal Dictionary of Arts and Sciences. Als Blindtext wird „Quousque tandem abutere, Catilina, patientia nostra?“ verwendet.

## Verwendung
Mit Hilfe des Blindtextes kann die Verteilung des Textes auf der Seite (Layout oder Satzspiegel) sowie Lesbarkeit und Platzbedarf der verwendeten Schriftarten (Typografie) beurteilt werden. Er besteht aus einer mehr oder minder sinnlosen Folge von Wörtern, oft auch nur aus wortähnlichen Silbenfolgen. Ein bekanntes Beispiel dafür ist das pseudolateinische  Lorem ipsum. Komponisten von Liedern benutzen Blindtexte beim Komponieren von Melodien und singen diese, bevor der Liedtext gedichtet wird (vgl. Vokalise).

### Schriftmuster und Pangramme
Andere Texte dienen dazu, die Eigenheiten der Schriftarten miteinander zu vergleichen. In Pangrammen werden alle Buchstaben und Sonderzeichen des jeweiligen sprachtypischen Alphabets bei einer möglichst geringen Gesamtlänge des Satzes beziehungsweise der Sätze verwendet. Bekannte Beispiele sind:
- „Franz jagt im komplett verwahrlosten Taxi quer durch Bayern.“ (bekannt aus der Schriftenanzeige von Microsoft Windows)
- „Falsches Üben von Xylophonmusik quält jeden größeren Zwerg.“ (bekannt aus der Schriftenanzeige von KDE)
- „The quick brown fox jumps over the lazy dog“ (englisch für „Der schnelle braune Fuchs springt über den faulen Hund“)
- „Jackdaws love my big sphinx of quartz.“ (Dohlen lieben meine große Sphinx aus Quarz)
- „Zwölf Boxkämpfer jagen Viktor quer über den großen Sylter Deich“
- „Die heiße Zypernsonne quälte Max und Victoria ja böse auf dem Weg  zur Küste“
- „‚Fix, Schwyz!‘ quäkt Jürgen blöd vom Paß“ – dieser Satz ist das einzige bekannte deutsche echte Pangramm, das jeden Buchstaben, einschließlich der Umlaute und des ß, genau einmal enthält (nach der neuen Rechtschreibung wird allerdings „Pass“ mit „ss“ geschrieben)

Es geht allerdings auch noch kürzer: Schriftmusterwörter wie „Hamburgefonts“ stellen den Charakter einer Schrift dar, ohne das ganze Alphabet zu verwenden.

### Blindtext für bezahlte Inhalte
Die Wirtschaftswoche verwendet einen eigenen Blindtext für Online-Texte, die hinter einer Bezahlschranke verborgen sind:

„Gampfus trollige Bätschel seimeln plongwöpfig vopffiks krauer Zwöftras. Trüpfiwipp trubbelduff zwerdertürp dreipfinsch eiklopsem knarschelwumms. Zibberplumpf kraftwöppig krepeldumpf klonzwicker flubbelnöck. Wurzelschlabber wippelzwicker fratzelgrüppel schwingeldapp wolkentunk. Tralalupf flingelduff schrubberknuff quiekeldampf zirpeldudel. Bombeleum blubberklumpf kitzelknack klapspudel rumpelklirr. Zickelzopf schrabbelplumps wippelbrumm rinkelbums trolliwupf. Kitzeldibbel klirreklirr zwirbelgrinz hoppeldippel fumpelknarz. Brimbelbratz klopferdutz klapperplumpf schnattergrummel gorgelzwumpf. Schwappeltrumpf spitzelwumm fimmeltrippel klingelkraxel brubbeltrumpf. Schnippelklapp pluckerzwack rasselzipp trullerzwumm glippschlonz. Zipfelgrimpf krimmelkrampf fratzelbratz klockenspumpf blubberschnibb. Piffelplaff klapserblubb spitzeldipf knibbelschnack fratzeldumpf.Knirschrumpf schwappeldibbel krackselklipp schnibbertripp wuppelplumms. Zimmeleum flappeldipp schlapperknick trömmelkack schrubberknack. Gimmeldapp zwickerflump knatterblubb zickeldibbel schlawellbrumm. Wuffelplapp gimpelduff schrabbelklirr krummelkrampf rumpelfrumpf. Dillerdall knuffelknuff sappeltruller schwippelschwapp wubbelklapp. Zockelwapp schwingelklirr brabbeldimpf schnatterflump klingelsplumpf. Fratzelschnurp schlappelknuff knopfelschlabber quakelbrumm wippelwumpf. Zirpelsplumpf krabbeldibbel pampelbratz trömmelknack kitzeldupf. Gampfus tropflig blibbeldapp schrabbelzwack plingelschnibb. Wuppelwamm blubberknuff klirrerschnack klapselfumpf drömmelklipp. Pimpeldumpf zippelgrumpf fratzeldussel zappelklipp klingeldopf. Knurrblubb zwippelschwapp flippeldupp klappergrumpf trolliplumms. Rumpelzopp kribbelzwack schwippeldipp knallerplumpf klapperknuff. Zickelsplumpf plumperknick knisterblubb schnatterwumm wumpelknall. Zirbelklimper piffeldapp gummeltrippel schrabbelplimpfl zippelflumpf. Wippelblubbel klippelschwapp“

### Character Generator Protocol
Das Character Generator Protocol (CHARGEN) ist Bestandteil der Internetprotokollfamilie zum Testen, Messen und zur Fehlersuche bei Internetverbindungen.
```
!"#$%&'()*+,-./0123456789:;<=>?@ABCDEFGHIJKLMNOPQRSTUVWXYZ[\]^_`abcdefgh
"#$%&'()*+,-./0123456789:;<=>?@ABCDEFGHIJKLMNOPQRSTUVWXYZ[\]^_`abcdefghi
#$%&'()*+,-./0123456789:;<=>?@ABCDEFGHIJKLMNOPQRSTUVWXYZ[\]^_`abcdefghij
$%&'()*+,-./0123456789:;<=>?@ABCDEFGHIJKLMNOPQRSTUVWXYZ[\]^_`abcdefghijk

```

## Blindtextgeneratoren
Um Blindtexten ein individuelleres Aussehen geben zu können, gibt es im Web zahlreiche, teils konfigurierbare Textgeneratoren, mit denen sich individualisierte Blindtexte erstellen lassen, die beispielsweise aus Fragmenten der bairischen Sprache, aus Bob-Ross- oder Filmzitaten, oder Texten aus anderen populären Themenbereichen zusammengesetzt sind, und die in der Anzahl der Worte oder Absätze einstellbar sind.